# Dendronephthya hartmeyeri
Dendronephthya hartmeyeri is een zachte koraalsoort uit de familie Nephtheidae. De koraalsoort komt uit het geslacht Dendronephthya. Dendronephthya hartmeyeri werd in 1903 voor het eerst wetenschappelijk beschreven door Kükenthal. 